# Маккейн, Джон Сидни (старший)
Джон Си́дни (Слю) Макке́йн (англ. John Sidney McCain, Sr.; 9 августа 1884 — 6 сентября 1945) — адмирал ВМС США. Занимал несколько командных постов в ходе Тихоокеанской кампании Второй мировой войны. Патриарх семьи Маккейнов.
Пионер авианосных операций. Во время службы на тихоокеанском театре Второй мировой войны в 1942 командовал всеми военно-воздушными операциями проходившими с наземных баз для поддержки Гуадаканальской кампании. В 1944—45 годах с агрессивностью вёл в бой Быстроходную авианосную боевую группу. Действия его сил с Филиппин и Окинавы, воздушные удары против Формозы и островов Японского архипелага привели к разгромному поражению японских морских и воздушных сил в завершающий период войны. Маккейн умер четыре дня спустя формальной капитуляции Японии.
Он — отец адмирала Джона Сидни Маккейна-младшего. Они стали первой парой «отец и сын» достигших звания четырёхзвёздного адмирала в ВМС США. Он дед капитана флота Джона Сидни Маккейна-третьего, сенатора США от штата Аризона и кандидата в президенты от республиканской партии на выборах 2008 года. Его правнук стал выпускником в четвёртом поколении Военно-морской академии.

## Биография
Маккейн родился в округе Карролл, штат Миссисипи в семье плантатора Джона Сидни Маккейна (род. 1851 Миссисипи — ум. 1934) и его жены Элизабет-Энн Янг (род. 1855 Миссисипи — ум. 1922). Его родители поженились в 1877 году. Его дед — Уильям Александр Маккейн (род. 1812, Северная Каролина — ум. 1864) и Мэри Луиза Маккалистер, они поженились в 1840.
Два года Маккейн проучился в Университете штата Миссисипи, где вступил в братство Фи Дельта Тета. Затем он решил продолжить образование в военной академии США в Уэст-Пойнте, куда поступил его брат Уильям Александр. Для того чтобы попрактиковаться в сдаче вступительных экзаменов он решил сдать экзамены в военно-морскую академию США. Пройдя экзамены и добившись поступления, он решил там и остаться учиться. Ему пришлось покинуть плантацию в Миссисипи и приобщиться к кочевой жизни моряка.
Учился в академии он без блеска. Не прошёл ежегодного медицинского осмотра из-за проблем со слухом, но был оставлен в академии ввиду большой нужды в офицерах. Академию он окончил в 1906 году став 79-м из 116 в своём классе, в годовом альбоме был отмечен как «скелет в семейном шкафу 1906 года».
9 августа 1909 года в г. Колорадо-Спрингс, штат Колорадо он вступил в брак с Кэтрин Дейви Во (род. 9 января 1876 г. Фейетвиль, штат Арканзас ум. 29 мая 1959 г. Сан-Диего, штат Калифорния). Невеста была старше его на восемь лет.

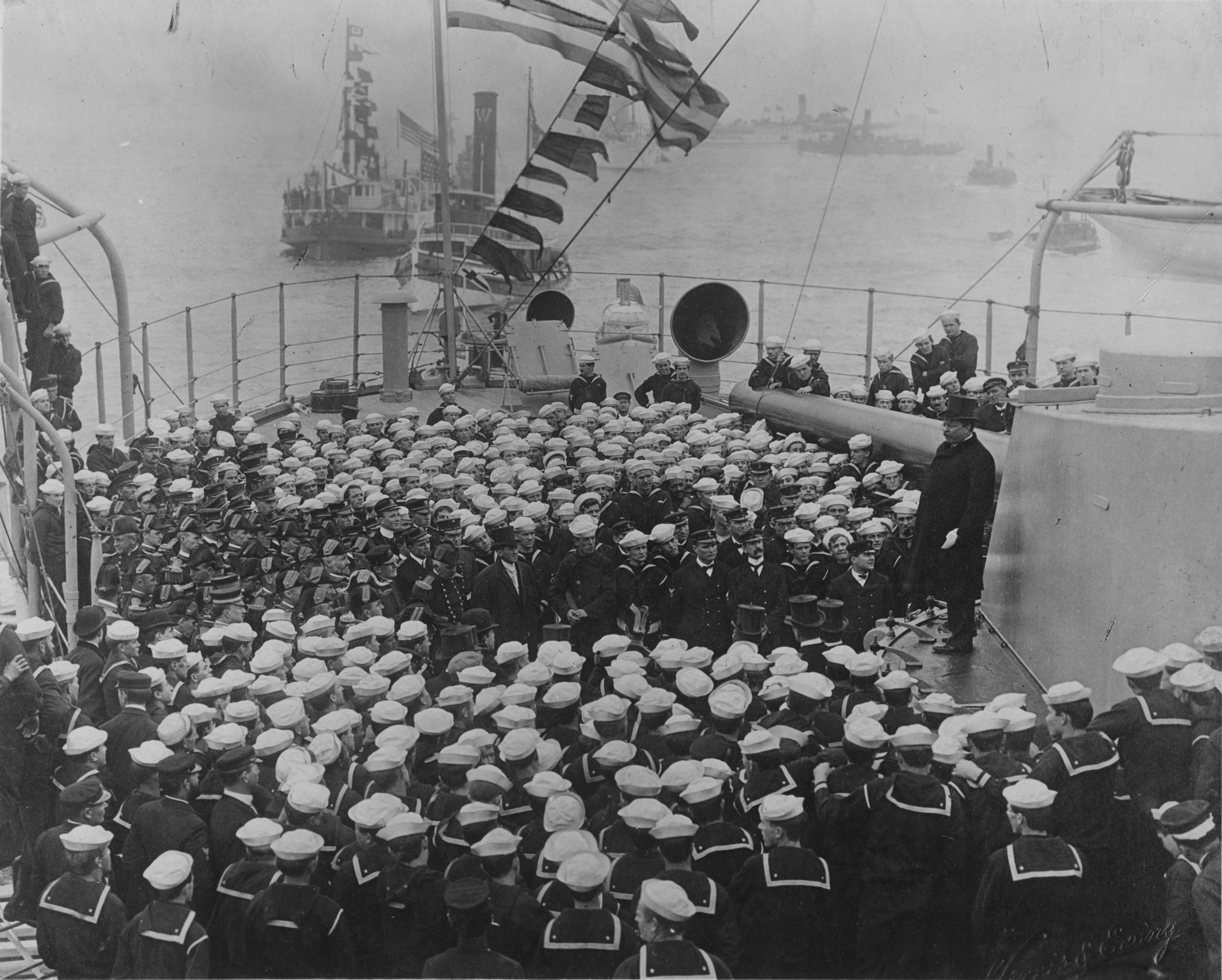
Энсайн Маккейн на выступлении президента Теодора Рузвельта на борту USS Connecticut (BB-18), после возвращения Великого белого флота в феврале 1909 года в Хэмптон-Роудс, штат Виргиния

После назначения Маккейн присоединился к команде броненосца USS Connecticut, который, возвращаясь домой из плавания в составе Великого белого флота, преодолевал свой последний участок пути. Следующее назначение Маккейн получил в Азиатскую эскадру, после чего был отправлен на военно-морскую базу в г. Сан-Диего, штат Калифорния.
В 1914-15 годах он занимал посты старшего офицера и инженер-офицера на борту броненосного крейсера USS Colorado, патрулирующего тихоокеанское побережье Мексики, которая в то время переживала тяжёлые времена. В сентябре 1915 он был переведён на броненосный крейсер USS San Diego, флагман Тихоокеанского флота.
Со вступлением США в Первую мировую войну крейсер «Сан-Диего», на борту которого служил Маккейн, участвовал в конвойной службе в Атлантике, проводя корабли через первый опасный участок плавания в Европу. Имея базу в Томпкинсвилле и в Галифакс крейсер действовал в неспокойной, кишащей подлодками северной Атлантике. В мае 1918 Маккейн оставил «Сан-Диего», получив назначение в Управление навигации, два месяца спустя крейсер был потоплен.

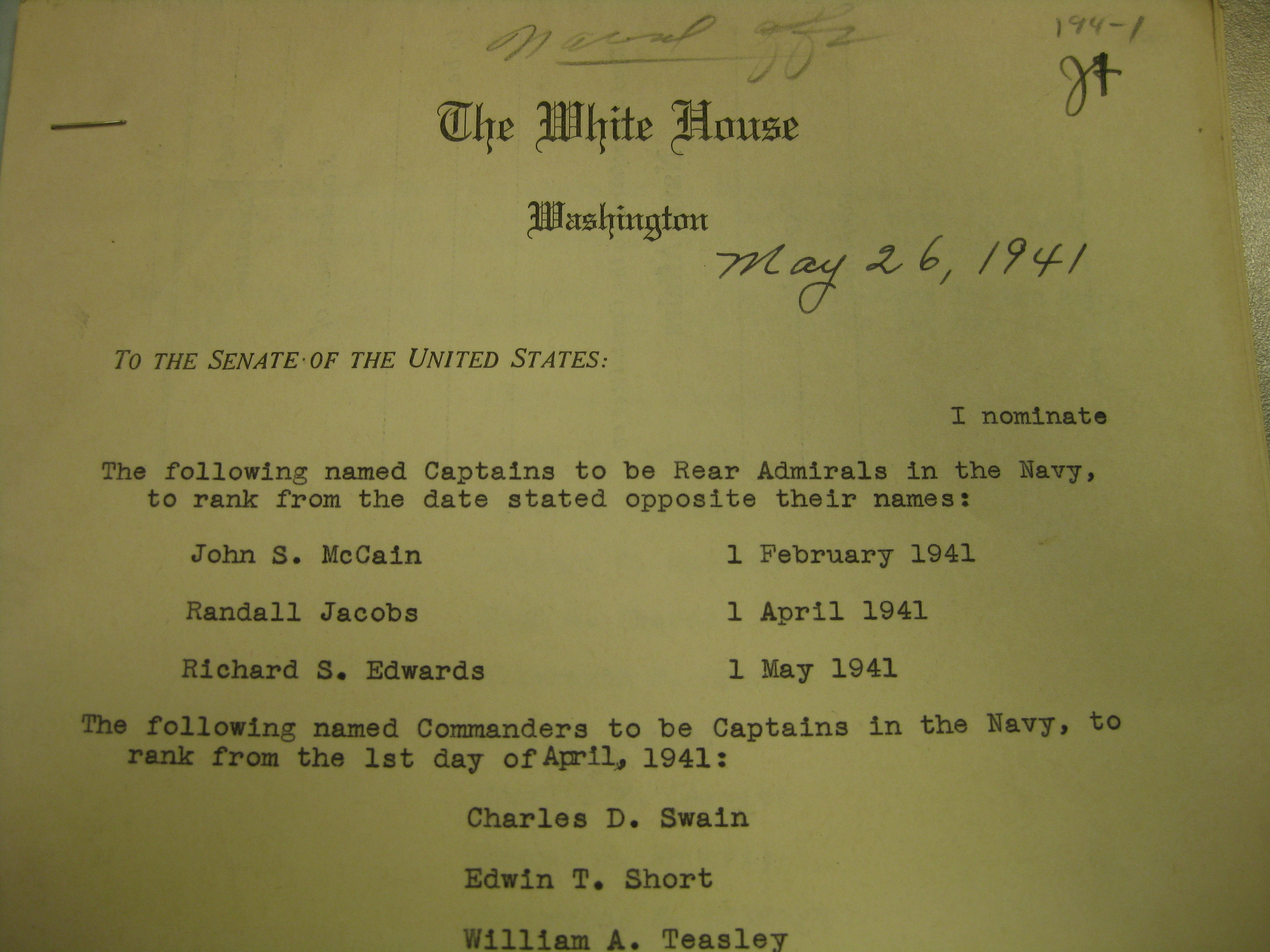
Номинация Маккейна в контр-адмиралы

В 1920-х и в начале 1930-х Маккейн служил на борту кораблей USS Maryland, USS New Mexico и USS Nitro. Первым кораблём, над которым он принял командование, стал транспорт USS Sirius. В 1935 Маккейн поступил на лётную подготовку и окончил её в 1936 году в возрасте 52 лет, оказавшись самым старым по возрасту военным, ставшим военно-морским авиатором. С 1937 по 1939 годы он командовал авианосцем USS Ranger. В январе 1941 года после производства в вице-адмиралы он возглавил силы воздушной разведки Атлантического флота.
Несмотря на низкий рост и худосочное телосложение Маккейн был известен своей грубостью и склонностью к богохульству, он любил выпивку и азартные игры. Он также демонстрировал храбрость и считался прирождённым вдохновляющим лидером. По словам одного из биографических описаний, Маккейн «предпочитал спор и конфликт уютному компромиссу».

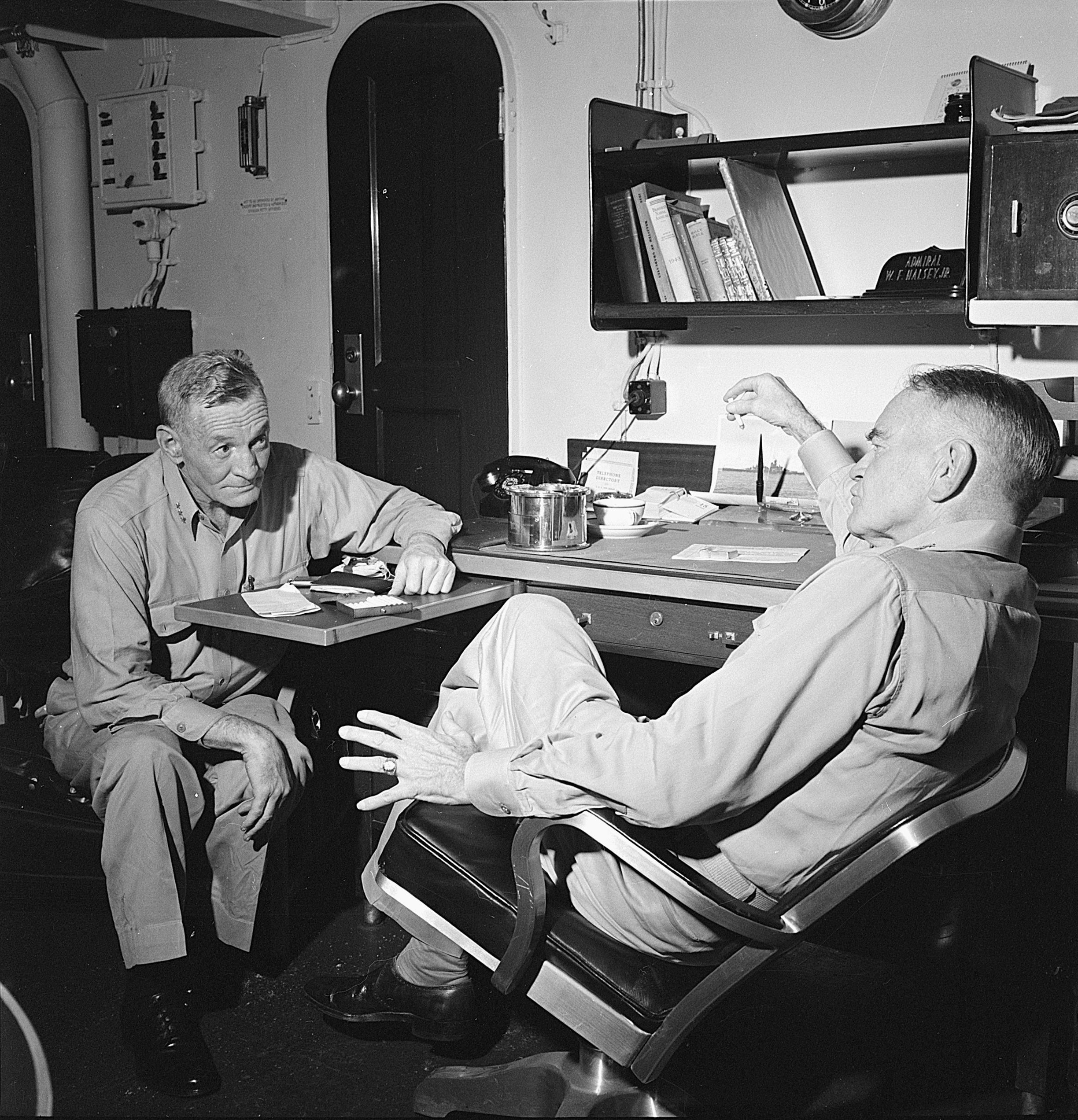
Вице-адмирал Маккейн (слева) и адмирал Уильям Хэлси, командующий Третьим флотом, на борту линкора New Jersey на пути к Филиппинам, декабрь 1944 года.

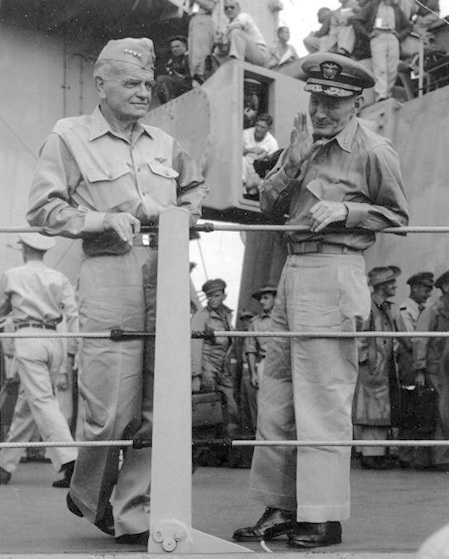
Адмирал Маккейн (справа) с адмиралом Уильямом Хэлси после церемонии капитуляции Японии

После нападения японцев на Перл-Харбор в декабре 1941 года командование флота в мае 1942 года назначило Маккейна на пост командующего авиацией в южной части Тихого океана (COMAIRSOPAC). На этом посту Маккейн руководил всеми действиями авиации союзников наземного базирования в ходе поддержки Гуадаканальской кампании на Соломоновых островах и в южной части Тихого океана. Авиация под командованием Маккейна (в том числе авиационная группа «Кактус» на базе Хендерсон-филд остров Гуадаканал) сыграла ключевую роль в поддержке обороны Гуадаканала против японцев, пытавшихся в то время снова захватить остров.
В октябре 1942 года командование флота отрядило Маккейна в г. Вашингтон, где он возглавил Бюро аэронавтики. В августе 1943 Маккейн стал заместителем руководителя военно-морскими операциями по воздушной части в ранге вице-адмирала.
В августе 1944 года Маккейн вернулся на Тихоокеанский театр боевых действий, возглавив авианосную группу в составе 58-го оперативного соединения (TF-58) адмирала Марка Митшера, которая, в свою очередь, входила в состав Пятого флота под командованием Реймонда Спрюэнса. На этом посту Маккейн принял участие в Марианской кампании, включая сражение в Филиппинском море и в начале Филиппинской кампании. В ходе битвы в заливе Лейте адмирал Уильям Хэлси клюнул на японскую приманку и отправился в погоню за силами противника оставив для поддержки береговых сил боевую группу № 77.4.3 вице-адмирала Клифтона «Зигги» Спрэга (по прозвищу «Тэффи-3», согласно его радиопозывным). Боевая группа Спрэга была защищена только лёгким заслоном из эскадренных и эскортных эсминцев.
Сильная японская группа под командой адмирала Такео Куриты атаковала американскую группу Спрэга, что привело к сражению у острова Самар. Спрэг немедленно обратился за помощью к Хэлси, который отвечал за защиту северного подступа к зоне высадки. Хэлси собирался послать на помощь Спрэгу боевую группу 34, но в итоге решил послать все имеющиеся в распоряжении боевые группы на север в погоню за японской авианосной группой. Услышав призывы о помощи Спрэга, которые даже не стали шифровать, поскольку ситуация становилась всё более отчаянной, адмирал Нимиц послал для Хэлси краткое сообщение: «TURKEY TROTS TO WATER GG FROM CINCPAC ACTION COM THIRD FLEET INFO COMINCH CTF SEVENTY-SEVEN X WHERE IS RPT WHERE IS TASK FORCE THIRTY FOUR RR THE WORLD WONDERS». Хэлси был взбешён, поскольку не понял последнюю фразу Нимица (в действительности, THE WORLD WONDERS было лишь текстом-заполнителем), но офицер связи вскоре разъяснил ему смысл сообщения и Хэлси послал на подмогу боевую группу № 58.1 Маккейна.
Маккейн с самого начала следил за сообщениями Спрэга и понимая серьёзность ситуации повернул свои корабли не дожидаясь приказа. Его корабли подошли к месту битвы с подветренной стороны и ненадолго повернули к наветренной стороне, чтобы подобрать возвращающиеся самолёты. В 10.30 с авианосцев USS Hornet, USS Hancock и USS Wasp вылетели самолёты Curtiss SB2C Helldiver, Grumman TBF Avenger и Grumman F6F Hellcat с предельной дистанции в 610 км. Хотя американская авиация нанесла лишь небольшой ущерб, это побудило адмирала Куриту отступить.
30 октября 1944 Маккейн принял командование над боевой группой № 38. Он сохранил командование над Быстроходной группой, которую вёл в битве за Окинаву и во время рейдов на Японские острова.
В ходе действий на Филиппинах Маккейн как глава штаба Третьего флота поддержал решение Хэлси держать сборные силы флота на базе, а не отвести их, чтобы избежать мощного шторма, вызванного тайфуном «Кобра» (позднее получившим известность как тайфун Хэлси) надвигавшегося на район. Шторм утопил три эсминца и нанёс тяжёлые повреждения многим другим кораблям. 800 человек погибло, 146 самолётов было потеряно. Расследование суда ВМС установило, что Хэлси совершил ошибку, направив корабли в тайфун. Тем не менее, наказаний рекомендовано не было.

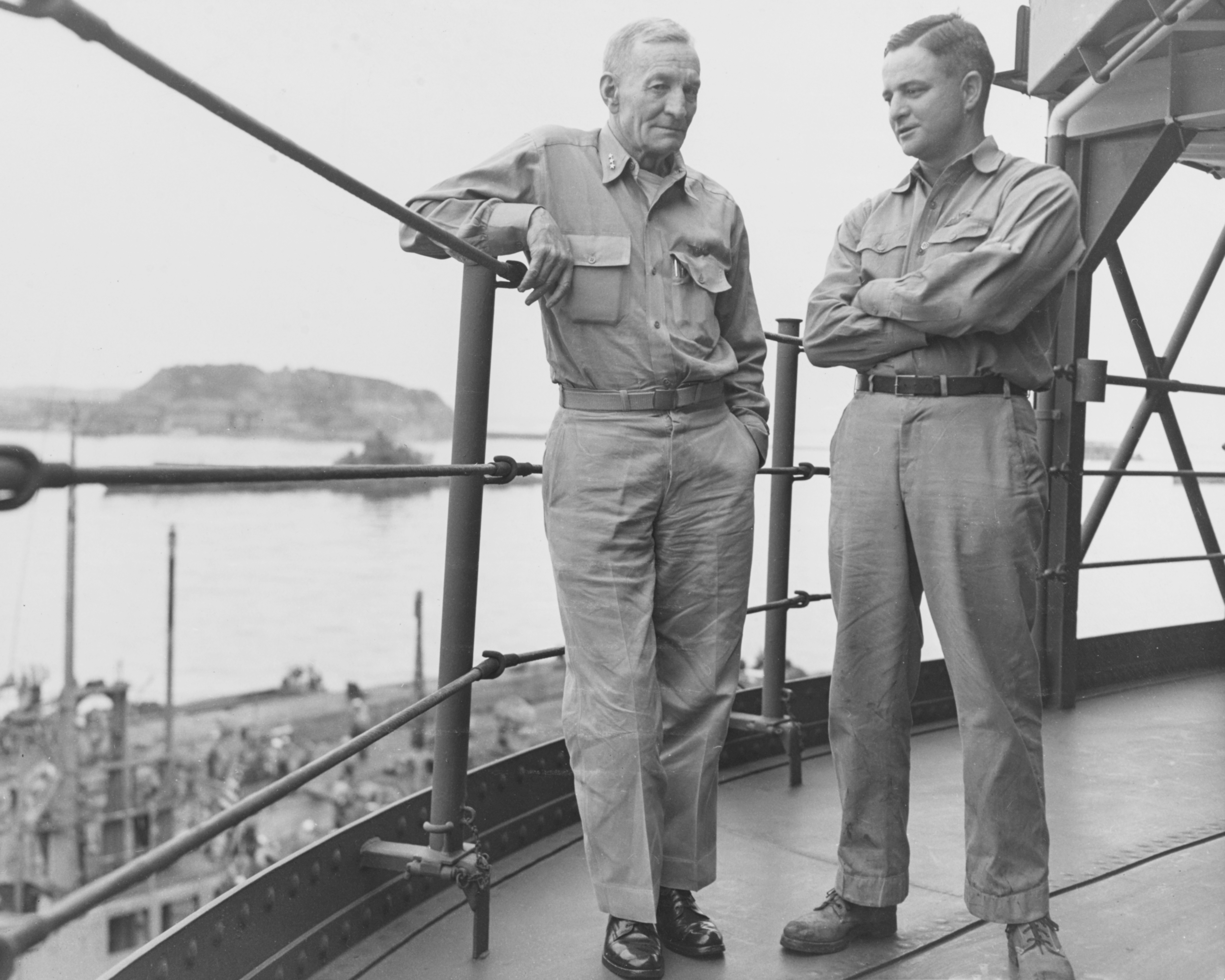
Отец и сын Маккейны

К концу войны в августе 1945 Маккейн из-за стресса, вызванного боевыми действиями, похудел до 100 фунтов. Он обратился с просьбой разрешить ему отправиться домой для восстановления, но Хэлси настоял, чтобы он присутствовал на церемонии капитуляции Японии в Токийском заливе 2 сентября 1945 года. Маккейн отбыл немедленно после церемонии, но умер четыре дня спустя от сердечного приступа у себя дома в г. Коронадо, штат Калифорния 6 сентября 1945 года. Известие о его смерти попало на первые полосы газет. Тело Маккейна было погребено на Арлингтонском национальном кладбище.
Маккейн был посмертно произведён в полные адмиралы (в 1949 году) согласно резолюции Конгресса США по рекомендации министра ВМС Фрэнсиса Мэтьюза заявившего, что Маккейн благодаря своим боевым заслугам заработал бы право на повышение, если бы не ушёл из жизни так скоро после окончания войны. В течение своей карьеры Маккейн удостоился медали ВМС «За выдающуюся службу» и двух золотых звёзд в качестве повторных награждений.

## Маккейны
СМИ часто утверждают, что прадед Маккейна Уильям Александер Маккейн (род. 1812 Северная Каролина — ум. 1864) погиб в ходе службы рядовым роты I 5-го миссисипского кавалерийского полка армии Конфедерации. На самом деле вышеупомянутый Маккейн был призван из Атталы, штат Миссисипи, там же отмечен в 1860 году по данным переписи в округе Аттала. Настоящий прадед Маккейна в 1860 году проживал в Карролтоне, округ Карролл, штат Миссисипи. Согласно данным организации Sons of the American Revolution 1930 года это был доктор Уильям Александер Маккейн (2 мая 1812 — 20 июня 1863) и он не мог умереть как военнопленный в 1864 году. По меньшей мере три Маккейна указаны в данных переписи 1860 года в Миссисипи и в базах службы Fold3 Конфедерации. Один был призван из округа Чоктау (рота К, первый полк резервов штата), один из округа Аттала (рота I , 5-й полк, кавалерия штата) и третий из неизвестного округа, служил в роте К 28-го полка кавалерии штата. Генеалогические записи того времени не так легкодоступны как нынешние. В течение жизни Маккейн приобрёл плантацию в 2 тыс. акров (8,1 км²) в округе Карролл, штат Миссисипи, называемую «Теос» (слово из языка Чоктау, означающее ручей неподалёку) и Waverly. Также он купил 52 рабов (некоторые из них унаследовали фамилию и называют себя «чёрными Маккейнами»). В 1840 Маккейн женился на Мэри Луизе Маккалистер (род. 1812 в Алабаме — ум. 1882).
Отец Маккейна — Джон Сидни Маккейн-первый, известный как Джей Эс Маккейн (что объясняет видимое несоответствие: сенатор Джон Маккейн третий, а не четвёртый) служил шерифом и позднее председателем бюро наблюдателей округа Карролл.
Старший брат Маккейна — тоже Уильям Александр Маккейн посещал университет штата Миссисипи, после чего перевёлся в военную академию США в Уэст-Пойнте. Он ушёл в отставку в звании бригадного генерала, за действия входе первой мировой войны удостоился медали «За выдающуюся службу», за участие во Второй мировой войне удостоился дубового листа к данной медали. Дядя Маккейна Генри Пинкни Маккейн (род. 1861, штат Миссисипи — ум. 1941) также окончил Уэст-Пойнт, ушёл из армии в звании генерал-майора. В его честь названа учебная база второй мировой войны Кемп-Маккейн (ныне — учебная база национальной гвардии штата) в округе Гренада, штат Миссисипи.
Сын Маккейна Джон Сидни Маккейн-младший был командиром подлодки в годы второй мировой войны, позднее занимал пост главы Тихоокеанского командования в ходе Вьетнамской войны.
Внук Маккейна Джон Сидни Маккейн-третий был пилотом ВМС в ходе Вьетнамской войны. В ходе выполнения боевого задания был сбит и провёл пять лет в плену в печально известной тюрьме «Ханой Хилтон» и в других северовьетнамских лагерях. После освобождения он был избран в палату представителей а затем в Сенат США от штата Аризона. Он баллотировался в президенты США в 2000 году но проиграл номинацию от Республиканской партии Джорджу Бушу-старшему и в 2008 году, когда ему удалось выиграть номинацию от Республиканской партии но он проиграл итоговые выборы кандидату от демократов Бараку Обаме. Маккейн-третий написал книгу Faith of My Fathers, о своей семье моряков и своей службе гардемарином в Аннаполисе, военно-морским лётчиком и пребывании в плену. Брат Маккейна-третьего Джой Маккейн также поступил в военно-морскую академию США, но недоучился и позднее служил нижним чином на флоте.
Джон Маккейн-третий на своём веб-сайте объявил о своих родственных связях с королями Шотландии: «Корни семьи Маккейнов происходят из Европы, они ульстерские шотландцы. Сестра его прабабки происходит от Роберта Брюса, раннего шотландского короля. Корни Маккейнов в Америке начинаются от Американской революции. Джон Янг, предок Маккейнов служил в штабе генерала Джорджа Вашингтона». Предки Джона Янга прослеживаются до Джонга Ламонта, барона Макгори («красный барон краёв Inverchaolain и Knockdow», 1540—1583).
Согласно тестам ДНК, сенатор Маккейн по матери происходит от Джона Вашингтона, прапрадеда президента Джорджа Вашингтона.
Правнук Маккейна-старшего Джон Сидни «Джек» Маккейн-четвёртый окончил в 2009 году военно-морскую академию США и стал военно-морским авиатором. Он получил диплом в Аннаполисе от самого Обамы, который годом раньше (в 2008 году) победил на выборах его отца. Джек Маккейн женат на Рене Свифт-Маккейн, капитане резерва ВВС США. Другой правнук Маккейна-старшего Джеймс «Хенсли» Маккейн в 2006 году поступил в Корпус морской пехоты США и участвовал в Иракской войне (окончил в 2008 году). Другой правнук Дуглас Маккейн служил пилотом самолёта А-6Е «Интрудер» после чего перешёл в коммерческую авиацию.

## Награды и почести
Маккейн удостоился следующих наград:
| |                                                                                      |                            |
| |                                                                                      |                            |
| Золотая звезда повторного награждения · Золотая звезда повторного награждения · Navy blue ribbon with central gold stripe |                                                                                      |                            |
| | Бронзовая звезда за службу                                                           | Бронзовая звезда за службу |
| | Бронзовая звезда за службу · Бронзовая звезда за службу · Бронзовая звезда за службу |                            |
| |                                                                                      | Бронзовая звезда за службу |

| Значок военно-морского авиатора                                                                |                                                                        |                                                   |
| Военно-морской крест                                                                           |                                                                        |                                                   |
| Медаль «За выдающуюся службу» (ВМС США) с двумя 5/16-дюймовыми звёздами повторного награждения | Боевая ленточка (посмертно)                                            | Distinguished Unit Citation                       |
| Mexican Service Medal                                                                          | Медаль Победы в Первой мировой войне с пряжкой «ESCORT»                | Медаль «За защиту Америки» с пряжкой «FLEET»      |
| Медаль «За Американскую кампанию»                                                              | Медаль «За Азиатско-тихоокеанскую кампанию» с тремя звёздами за службу | Медаль Победы во Второй мировой войне             |
| Медаль «За оккупационную службу» с пряжкой «АЗИЯ» (посмертно)                                  | Орден Британской империи военный отдел                                 | Медаль «За освобождение Филиппин» с одной звездой |

В честь Маккейна-старшего названы:
- Операционный центр Макейн-филд на базе авиации ВМС «Меридиан», штат Миссисипи[5].
- Ракетный эсминец USS John S. McCain (DL-3) (на службе в 1953—1978 годах).
- Эсминец USS John S. McCain (DDG-56) (на службе с 1994 по настоящее время), назван в честь обоих адмиралов Маккейнов.

## Интересные факты
- Маккейн увлекался написанием фантастики, но его произведения так никогда и не были опубликованы, включая приключенческие истории, написанные под псевдонимом Каспер Клубфут (Casper Clubfoot)[21].

## Комментарии
1. ↑  Его современник адмирал Уильям Холси также окончил лётную подготовку в возрасте 52 лет, став лётчиком.
2. ↑  В передаче Finding Your Roots канала PBS от 9 февраля 2016 года утверждалось, что он происходит также от американских индейцев.